# Asesinato de Carlos Delgado Chalbaud
El asesinato de Carlos Delgado Chalbaud fue el magnicidio del político venezolano Carlos Delgado Chalbaud, miembro de la Junta de Gobierno que presidía una dictadura militar en el país, ocurrido en 1950 a manos de Domingo Urbina, Carlos Mijares y Pedro Antonio Díaz durante su secuestro en Caracas liderado por Rafael Simón Urbina. Es el único magnicidio de la historia de Venezuela ocurrido a un presidente. 
Urbina pretendía extorsionar a Delgado Chalbaud para que renunciara a la presidencia de la Junta Militar de Gobierno. Sin embargo, la muerte de Chalbaud nunca fue esclarecida del todo respecto a las verdaderas intenciones de Urbina después de que este fuese asesinado por la Dirección de Seguridad Nacional.

## Contexto
Después del golpe de Estado en Venezuela de 1948, la Junta militar proscribió algunos de los principales partidos políticos y prohibió las reuniones, pero esto ocasionó mucha fricción política. A comienzos de 1950 la Junta discutió la posibilidad de disolverse y llamar a elecciones en las que Carlos Delgado Chalbaud sería candidato a presidente.

## Historia
Urbina fue presidente del estado Amazonas brevemente durante la presidencia de Eleazar López Contreras, y después del golpe de Estado de 1945 se embarcó en su cuarto exilio hacia Haití, Colombia y República Dominicana. Estando afuera, fue enjuiciado por el Tribunal de Responsabilidad Civil y Administrativa que le decomisó todos sus bienes. Cuando el gobierno de Rómulo Gallegos se vino abajo con el golpe de Estado de 1948 se comunicó con Chalbaud a través de un contacto, que le permitió volver al país, cosa que hizo en 1950. Se instaló en casa de aquel contacto, Antonio Aranguren, un amigo de su padre, mientras pedía al Estado la restitución de sus bienes decomisados.
La restitución fue ignorada. Urbina se molestó con Carlos Delgado Chalbaud por esta actitud, planeó e intentó un secuestro al presidente en la misma casa donde residía, en aparente cooperación con Aranguren. Dicha casa quedaba cerca de la casa de Chalbaud en el Country Club.
Delgado Chalbaud estaba el vehículo presidencial, una limusina cádillac Imperial de 1947 junto a su edecán, el teniente Carlos Bacalao Lara, y su chofer Felipe Figueroa, junto a su escolta, de apellido Aponte, cuando fue emboscado por unos 20 hombres cerca de un falso accidente de tránsito y llevado a la quinta Maritza de Aranguren.

  

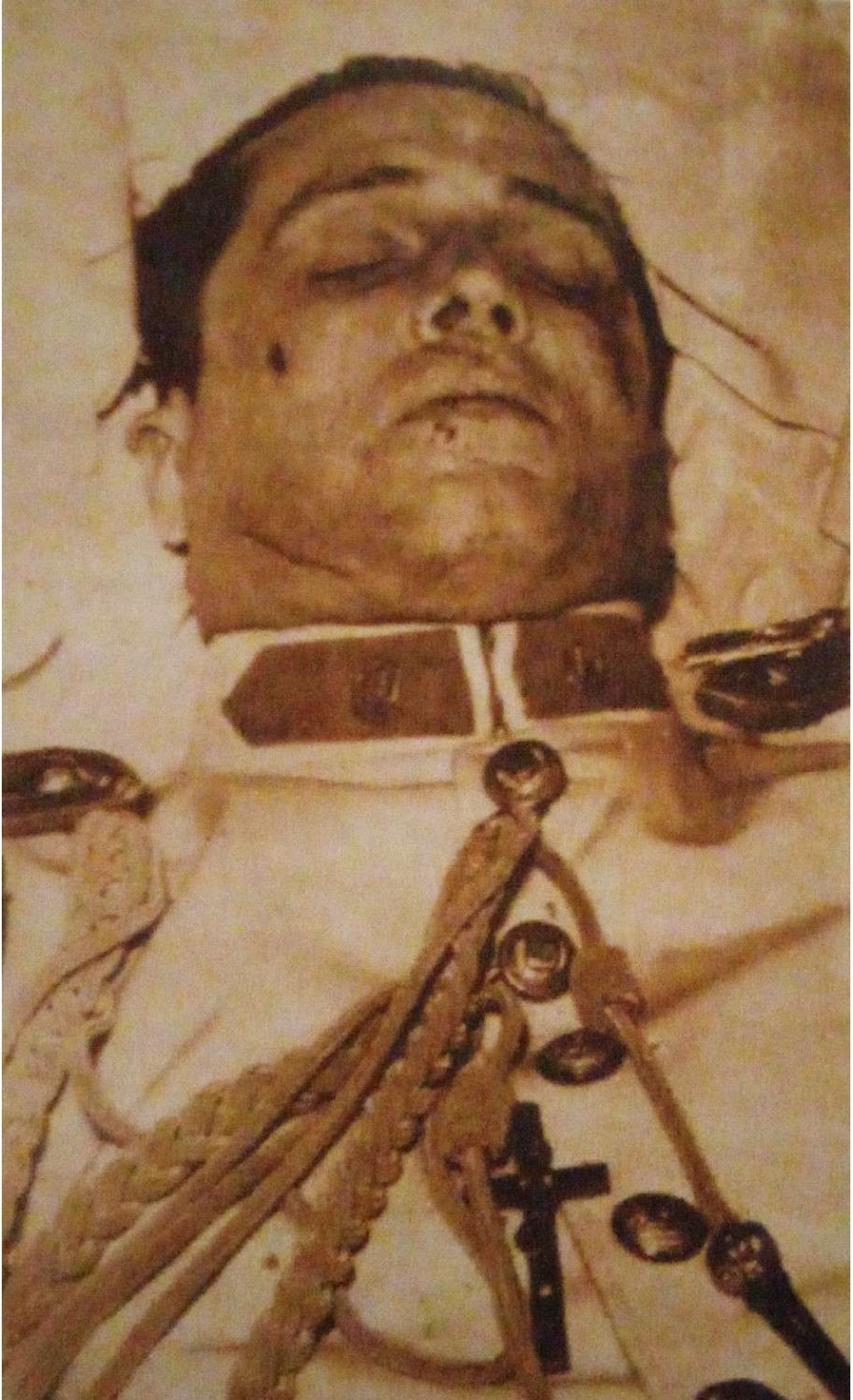
Cadáver de Carlos Delgado Chalbaud.

El secuestro no salió bien. A Díaz se le escapó una bala, hiriendo a Urbina y destrozándole el tobillo. Se alega que ese evento desestabilizó el secuestro y puso nerviosos a Domingo Urbina, primo de Rafael Simón Urbina, Carlos Mijares y Pedro Antonio Díaz, quienes pusieron a Delgado Chalbaud contra la pared y lo ejecutaron. Simón Urbina escapó y se refugió en la Embajada de Nicaragua en Venezuela, desde donde le dictó una carta a Marcos Pérez Jiménez, que decía:
«Desde que llegué al país deseé que usted fuera el presidente, el comandante Delgado Chalbaud está gravemente herido, yo estoy en las mismas condiciones en la embajada de Nicaragua, donde le pido protección».
Sin embargo, fue sacado por una comisión del gobierno y posteriormente llevado a la cárcel del Obispo, siendo asesinado durante su traslado a la Cárcel Modelo de Caracas por miembros de la Dirección de Seguridad Nacional. Aranguren fue arrestado y encarcelado en diciembre de ese año, pero liberado meses después sin que se haya podido probar su vinculación en el crimen. 

## Consecuencias

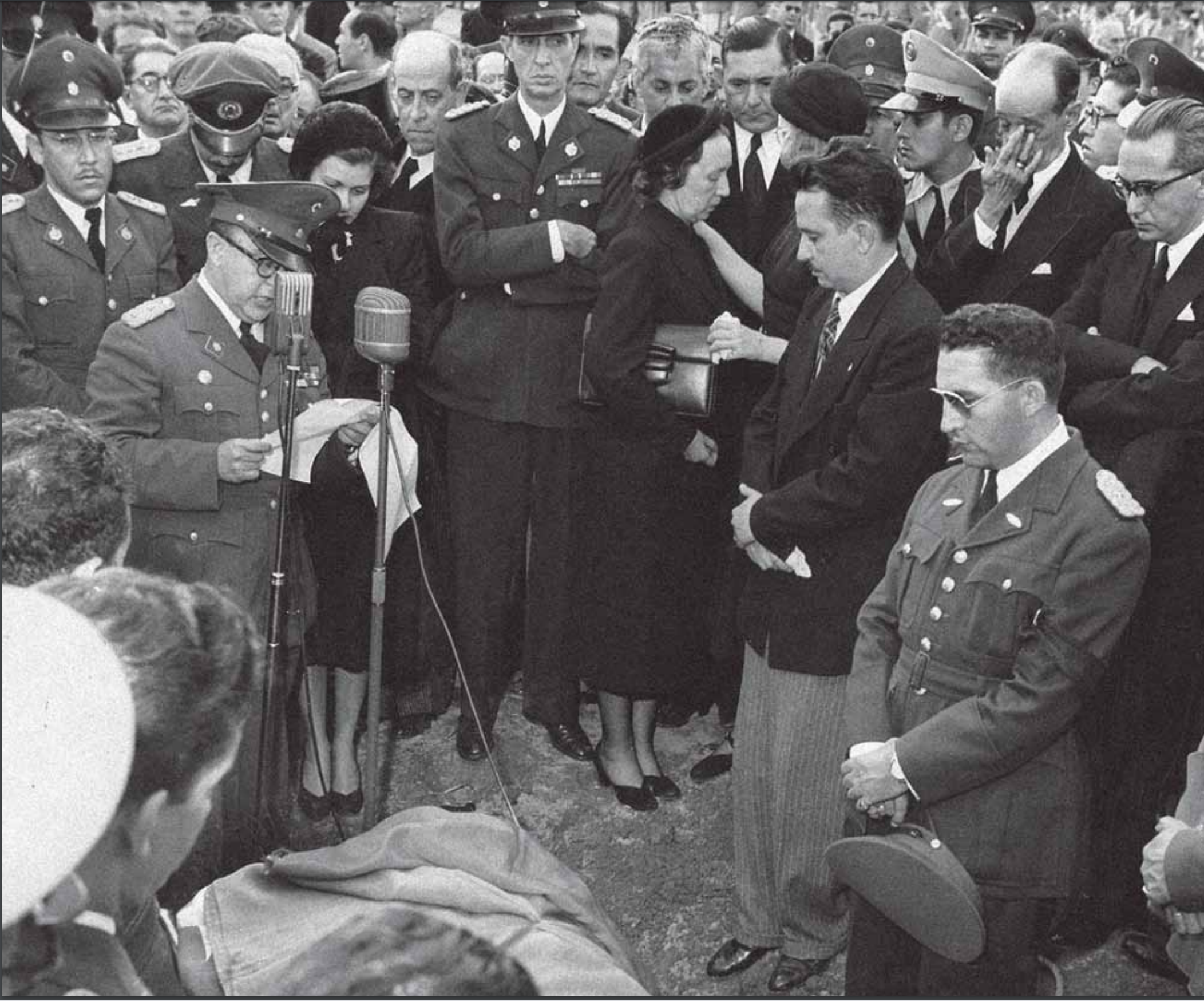
Entierro de Carlos Delgado Chalbaud.

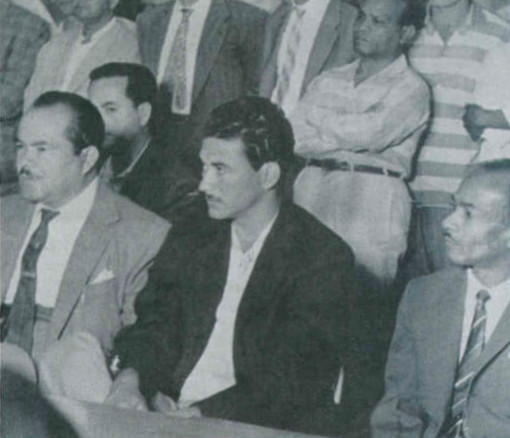
Juicio a los responsables por el asesinato de Carlos Delgado Chalbaud.

La noticia fue dada a conocer a la gente por el general Marcos Pérez Jiménez. El magnicidio de Carlos Delgado Chalbaud generó estupor en la sociedad venezolana y llevó a la asunción de Germán Suárez Flamerich. 
En 1963 y en el marco del juicio a Marcos Pérez Jiménez se dictó sentencia contra Ramón Norato Useche por el asesinato de Rafael Simón Urbina y a Miguel Antonio Soto por complicidad en el hecho, quienes posteriormente fueron encarcelados.

## Hipótesis
La muerte de Rafael Simón Urbina y la detención del grupo armado sin conexiones ideológicas claras generó especulaciones sobre las razones detrás de la muerte del presidente de la Junta. Existe la hipótesis popular de que fue Marcos Pérez Jiménez quien mandó asesinar a Carlos Delgado Chalbaud, sin embargo esto ha sido cuestionado, ya que la esposa de Pérez Jiménez, Flor María Chalbaud, era prima de Delgado Chalbaud.